# Schweiz' U/21-fodboldlandshold
Schweiz' U/21-fodboldlandshold består af schweiziske fodboldspillere, som er under 21 år og administreres af det schweiziske fodboldforbund. 

## EM 2011
Schweiz kvalificerede sig til EM 2011 i Danmark efter at have elimineret Sverige i den afgørende playoffrunde med samlet. Den første kamp mod svenskerne vandt Schweiz 4-1, mens returkampen endte 1-1.
I gruppespillet mødte Schweiz Danmark, Island og Hviderusland, hvor de vandt gruppen og gik videre til semifinalen, hvor de slog Tjekkiet. I finalen tabte schweizerne 2-0 til Spanien på Aarhus Stadion.
Under turneringen havde holdet base på Hotel America i Hobro, og de benyttede Hobro Stadion som træningsanlæg.